# Тіп (тайфун)
Тайфун Тіп (міжнародний код: 7920, код JTWC: 23W) — тропічний циклон 1979 року. Найбільший за розміром та найсильніший за всю історію спостережень.[джерело?] Це був 19-й тропічний циклон і 12-й тайфун тихоокеанського сезону тайфунів 1979 року, що сформувався з депресії у мусонній області низького тиску 4 жовтня біля мікронезійського штату Понпеї. Спочатку розвиток Тіпа стримував тропічний шторм, який перебував на північний схід від нього, проте коли цей шторм зсунувся на північ, Тіп отримав можливість посилення. Досягши Гуаму, циклон почав швидко набирати силу, і 12 жовтня досяг максимальних вітрів (85 м/с постійно протягом однієї хвилини) і рекордно низького тиску на рівні моря (870 мбар або 653 мм рт. ст). На той час він також досяг рекордного діаметра — 2220 км[джерело?]. Після цього тайфун частково втратив силу й продовжив рух на північний захід під дією зони низького тиску в тому районі. 19 жовтня тайфун вийшов на сушу в південній Японії та перетворився на позатропічний циклон.
ВПС США здійснили 60 польотів в ураган, що робить Тіп одним з найкраще вивчених тропічних циклонів. Опади призвели до загибелі 55 осіб, у результаті шторму на морі пропало безвісти або загинуло 44 особи. Попри значну шкоду, завдану циклоном, назву Тіп не було виключено зі переліку назв, що призначаються новим циклонам, і пізніше вона вживалася 1983, 1986 й 1989 року.